# Mimivirus
Mimivirus er en virusslægt der kun indeholder en kendt art, Acanthamoeba polyphaga mimivirus (APMV).
Almindeligvis omtales APMV bare som "mimivirus".
Den har det største capsid (proteinkapsel) af alle kendte vira, og et stort og kompleks genom i forhold til andre vira.
Kendskabet til den er stadig ret begrænset; men opdagelsen af den begejstrede mange pga. de mulige egenskaber der kunne
tænkes. Nogle anså den for et eksemplar i et helt nyt livsdomæne, mens andre anså den for et bindeled mellem vira og bakterier.